# Denkmäler der Musik in Salzburg
Denkmäler der Musik in Salzburg (DMS) ist eine im Jahr 1977 begründete Reihe mit historisch-kritischen Ausgaben von Kunstmusik aus Salzburg. Neben der Hauptreihe der DMS existieren noch die Unterreihen „Faksimile-Ausgaben“ und „Einzelausgaben“.

## Hauptreihe
| Band   | Jahr | Komponist                  | Werke | Verlag                       |
| ------ | ---- | -------------------------- | --- | ---------------------------- |
| 1      | 1977 | verschiedene Komponisten   | Aufzüge für Trompeten und Pauken - Musikstücke für mechanische Orgelwerke                                                                                  | Musikverlag Emil Katzbichler |
| 2      | 1981 | verschiedene Komponisten   | Musik mit Kinderinstrumenten aus dem Salzburger und Berchtesgadener Land                                                                                   | Musikverlag Emil Katzbichler |
| 3      | 1987 | Johann Michael Haydn       | Serenade in D MH 86 | Comes Verlag                 |
| 4      | 1990 | Leopold Mozart             | (Sieben) Sinfonien | Comes Verlag                 |
| 5      | 1995 | Georg Muffat               | Missa In labore requies | Selke-Verlag                 |
| 6      | 1994 | Joseph Messner             | Bläserfanfaren | Selke-Verlag                 |
| 7      | 1995 | Francesco Rasi             | Musiche da Camera e Chiesa - Camillo Orlandi, Arie a tre, due e voce sola                                                                                  | Selke-Verlag                 |
| 8      | 1996 | Johann Michael Haydn       | Der Traum. Eine Pantomime | Selke-Verlag                 |
| 9      | 1999 | Heinrich Ignaz Franz Biber | Litaniae de S. Josepho a 20 | Selke-Verlag                 |
| 10     | 2001 | Heinrich Ignaz Franz Biber | Alleluja tres reges de Saba veniunt, Laetatus sum, Nisi dominus aedificaverit, Salve regina                                                                | Selke-Verlag                 |
| 11     | 2002 | Gottfried Finger           | Sonata a sei instrumenti (2 Clarini, Timpani, 2 Violini, Viola e Basso Continuo)                                                                           | Selke-Verlag                 |
| 12     | 2002 | Heinrich Ignaz Franz Biber | Ausgewählte Werke III: Sonata für Violine und Basso Continuo (Minoriten-Kodex 726)                                                                         | Selke-Verlag                 |
| 13     | 2002 | Heinrich Ignaz Franz Biber | Ausgewählte Werke IV: Pastorella für Violine und Basso Continuo (Minoriten-Kodex 726)                                                                      | Selke-Verlag                 |
| 14     | 2002 | Anonym                     | Fantasie über das Kirchenlied Wie schön leuchtet der Morgenstern Contrapunct sopra Baßigaylos d’Altr. für Violine und Basso Continuo (Minoriten-Kodex 726) | Selke-Verlag                 |
| 15/I   | 2004 | Paul Hofhaimer             | Ausgabe sämtlicher Werke I: Lateinische Motetten, Deutsche Lieder, Carmina                                                                                 | Selke-Verlag                 |
| 15/II  | 2009 | Paul Hofhaimer             | Ausgabe sämtlicher Werke II: Kompositionen für Tasteninstrumente                                                                                           | Strube Verlag                |
| 15/III | 2014 | Paul Hofhaimer             | Ausgabe sämtlicher Werke III: Harmoniae poeticae | Strube Verlag                |
| 16     | 2005 | verschiedene Komponisten   | Salzburger Klaviermusik aus dem 18. Jahrhundert | Strube Verlag                |
| 17     | 2006 | Leopold Mozart             | Missa in C | Strube Verlag                |
| 18     | 2006 | Wolfgang Amadeus Mozart    | Unbekannte Werke Mozarts aus einem Salzburger Notenbuch. Erstdruck mit Faksimile                                                                           | Strube Verlag                |
| 19     | 2007 | Johann Michael Haydn       | Die Hochzeit auf der Alm (MH 107). Ein dramatisches Schäfergedicht in zwei Aufzügen von P. Florian Reichssiegel OSB                                        | Strube Verlag                |
| 20     | 2012 | Stefano Bernardi           | Responsorien zur Matutin am Gründonnerstag, Karfreitag und Karsamstag                                                                                      | Strube Verlag                |
| 21     | 2013 | Johann Ernst Eberlin       | Motetten zur Vorfasten- und Fastenzeit | Strube Verlag                |
| 22     | 2024 | Antonio Caldara            | San Giovanni Nepomuceno. Oratorio Melodrammatico Sacro | Hollitzer Verlag             |

## Faksimile-Ausgaben
| Band | Jahr | Komponist                          | Werke | Verlag        |
| ---- | ---- | ---------------------------------- | --- | ------------- |
| 1    | 1990 | Heinrich Ignaz Franz Biber         | Mysterien (Rosenkranz)-Sonaten | Comes Verlag  |
| 2    | 1990 | Ignaz Assmayr                      | Einleitung und Polonaise für Klavier zu vier Händen | Comes Verlag  |
| 3    | 1991 | Heinrich Ignaz Franz Biber         | Sonatae Violino solo (Salzburg 1681) | Comes Verlag  |
| 4    | 1992 | Georg Muffat                       | Sonata Violino solo (Prag 1677) | Comes Verlag  |
| 5    | 1994 | Heinrich Ignaz Franz Biber         | Sonata Violino solo representativa | Selke-Verlag  |
| 6    | 1998 | Johann Ernst Eberlin               | IX. Toccate e Fughe per l’Organo (Augsburg 1747) | Selke-Verlag  |
| 7    | 1998 | Anton Diabelli                     | Trauermarsch auf den Tod des Herrn Michael Haydn für eine Gitarre von seinem Schüler | Selke-Verlag  |
| 8    | 1999 | Heinrich Ignaz Franz Biber         | Battalia a 9. Faksimile der autographen Stimmen und Neuedition in Partitur | Selke-Verlag  |
| 9    | 2001 | Johann Michael Haydn               | Marcia turchese. Faksimile der autographen Partitur | Selke-Verlag  |
| 10   | 2004 | Heinrich Ignaz Franz Biber         | Dramma musicale Chi la dura la vince. Faksimile der Widmungspartitur samt Einführung und zweisprachigem Textbuch                                                                                           | Selke-Verlag  |
| 11   | 2004 | Anton Cajetan Adlgasser            | Pietas in Deum. Tragoedia von P. Florian Reichssiegel. Faksimile der autographen Partitur aus dem Besitz der Erzabtei St. Peter Salzburg samt Einführung und zweisprachigem Textbuch                       | Selke-Verlag  |
| 12   | 2006 | Johann Michael Haydn               | Requiem in B (MH 838). Faksimile des Autographs und des Erstdrucks | Strube Verlag |
| 13   | 2003 | Carl Maria von Weber               | Sechs Fughetten. Faksimile der Originalausgabe aus dem Besitz der Gesellschaft der Musikfreunde in Wien | Selke-Verlag  |
| 14   | 2008 | Heinrich Ignaz Franz Biber         | Rosenkranz-Sonaten. Bayerische Staatsbibliothek München Mus. Mss. 4123. Enth. außerdem: Faksimile der “Türken-Sonate” aus dem Kodex MsXIV 726 (Nummer 80, Bll. 162r bis 163v) des Wiener Minoritenkonvents | Strube Verlag |
| 15   | 2008 | Joseph Mohr und Franz Xaver Gruber | Stille Nacht. Die Autographen von Joseph Mohr und Franz Xaver Gruber. Mit Dokumenten zur Geschichte des Liedes                                                                                             | Strube Verlag |
| 16   | 2010 | Leopold Mozart                     | Nannerl Notenbuch. Vollständiges Faksimile aller erhaltenen Teile der Handschrift. Dem Band ist eine CD mit einer Gesamteinspielung aller Werke durch Florian Birsak beigefügt                             | Strube Verlag |

## Einzelausgaben
| Band | Jahr | Komponist                  | Werke | Verlag       |
| ---- | ---- | -------------------------- | --- | ------------ |
| 1    | 1984 | Franz Xaver Gruber         | Deutsche Messe in D | Comes Verlag |
| 2    | 1986 | Franz Xaver Gruber         | Missa in Contrapuncto                                                                                                   | Comes Verlag |
| 3    | 1987 | Franz Xaver Gruber         | Deutsche Messe in Es | Comes Verlag |
| 4    | 1987 | Franz Xaver Gruber         | Die verschiedenen Fassungen des Weihnachtsliedes Stille Nacht, heilige Nacht und seine zeitgenössischen Überlieferungen | Comes Verlag |
| 5    | 1987 | Heinrich Ignaz Franz Biber | Missa ex B zu 6 Stimmen                                                                                                 | Comes Verlag |
| 6    | 1990 | Johann Michael Haydn       | Alma Dei creatoris | Comes Verlag |
| 7    | 1991 | Johann Michael Haydn       | Streichquintett in F, MH 367                                                                                            | Comes Verlag |
| 8    | 1992 | Franz Xaver Gruber         | Deutsches Requiem | Comes Verlag |
| 9    | 1992 | Joseph Wölfl               | Divertimento für sechs Bläser                                                                                           | Comes Verlag |
| 10   | 1992 | Franz Jakob Freystädtler   | Sechs Lieder (Wien 1795)                                                                                                | Comes Verlag |
| 11   | 1992 | Abraham Megerle            | Geistliche Werke | Comes Verlag |
| 12   | 1992 | verschiedene Komponisten   | Advent- und Weihnachtslieder für zwei Singstimmen und Orgel                                                             | Comes Verlag |
| 13   | 1993 | Stefano Bernardi           | Missa primi toni zu acht Stimmen                                                                                        | Comes Verlag |
| 14   | 2002 | verschiedene Komponisten   | Marienlieder für zwei bis vier Singstimmen und Orgel                                                                    | Selke-Verlag |